# Horst Hiemer

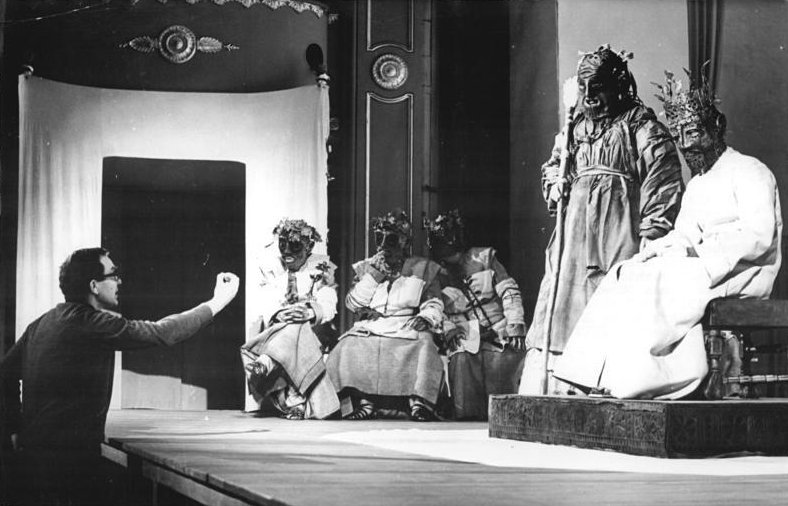
Horst Hiemer (2. v. r.) bei den Proben zu Benno Bessons Inszenierung von Heiner Müllers Ödypus Tyrann (1967)

Horst Hiemer (* 22. April 1933 in Ratibor, Provinz Oberschlesien; † 4. Juli 2023 in Berlin) war ein deutscher Schauspieler.

## Leben
Horst Hiemer wuchs in Oberschlesien auf. Nach dem Zweiten Weltkrieg 1945 wurde die Familie nach Thüringen vertrieben. Hiemer studierte von 1952 bis 1955 Schauspiel am Deutschen Theaterinstitut in Weimar und an der Theaterhochschule „Hans Otto“ in Leipzig. Nach seinem Theaterdebüt am Schauspielhaus Leipzig spielte er am Landestheater Halle und am Staatstheater Schwerin.
1960 holte ihn Wolfgang Langhoff an das Deutsche Theater in Berlin. Mehr als 40 Jahre lang gehörte Hiemer danach zum Ensemble und arbeitete unter Intendanten wie Hanns Anselm Perten und Dieter Mann. Zu seinen zahlreichen Rollen, oft im komischen oder grotesken Fach, gehörten sein Pater João in Ariano Suassunas Das Testament des Hundes (1968, Regie: Friedo Solter), der Blondin in Alonso Alegrías Die Überquerung des Niagara-Falls (1976, von Hiemer inszeniert) und seine Rolle in George Bernard Shaws Haus Herzenstod (1990, Regie: Thomas Langhoff).

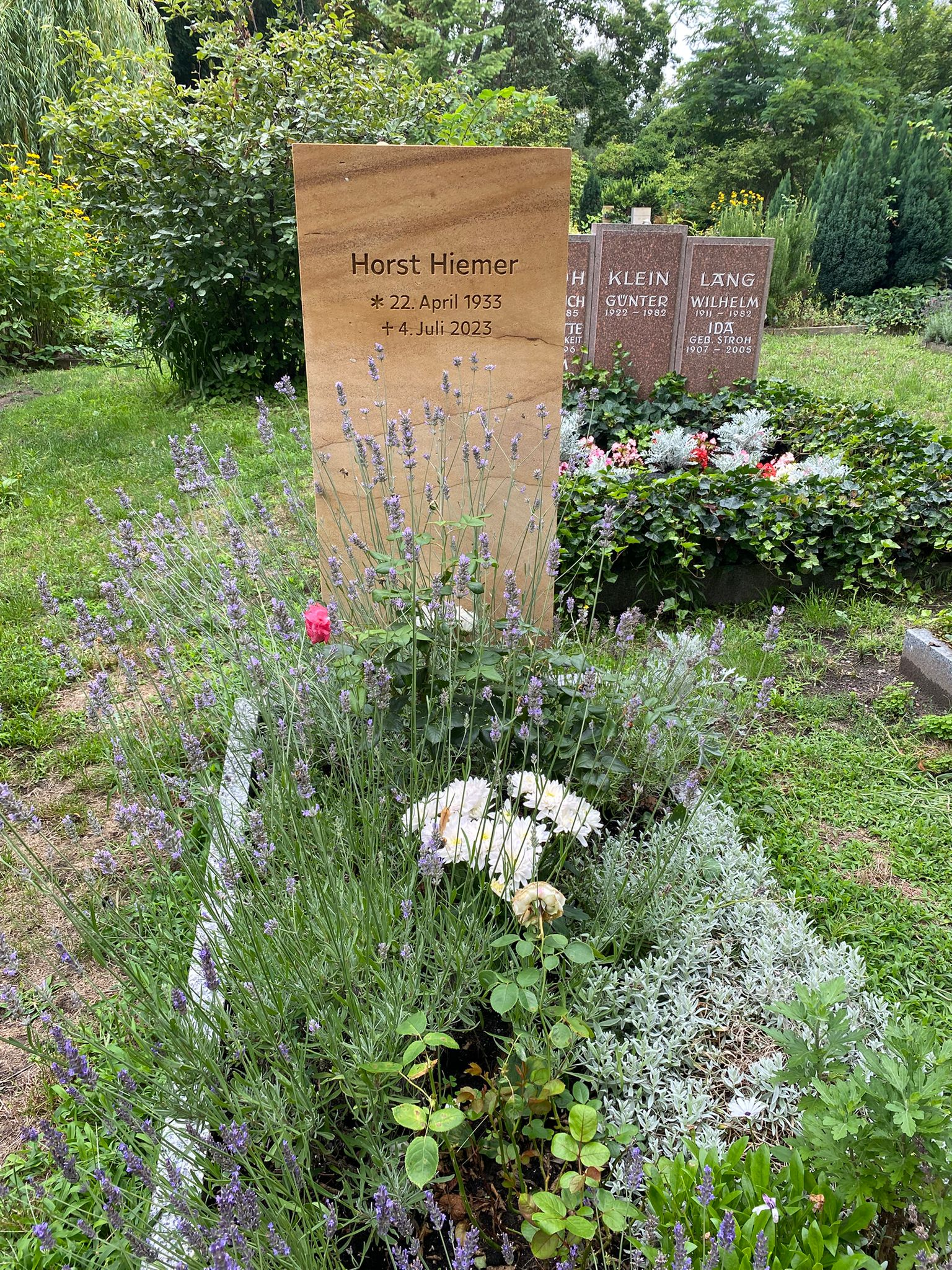
Grabstätte

Neben seiner Theaterarbeit war er Dozent für Schauspiel an der Staatlichen Schauspielschule Berlin und wirkte seit 1959 in über 200 Kino- und Fernsehfilmen und zahlreichen Hörspielen mit. Während in den 1960ern vorrangig positiv gezeichnete Funktionäre oder Vorzeigearbeiter (wie die Titelrolle im von Bernhard Seeger geschriebenen Propaganda-Mehrteiler Hannes Trostberg) zu Hiemers Filmrepertoire zählten, wurde er später auf negative Figuren festgelegt.
Hiemer unterzeichnete am 18. November 1976 die Protesterklärung gegen die Ausbürgerung Wolf Biermanns. Auch andere Persönlichkeiten des Deutschen Theaters wie Eberhard Esche, Cox Habbema, Jutta Wachowiak, Elsa Grube-Deister und Margit Bendokat sprachen sich für Biermann aus.
Mit dem Abschied des Intendanten Thomas Langhoff verließ Hiemer 2001 das Deutsche Theater und arbeitete seitdem freischaffend. Er starb am 4. Juli 2023 im Alter von 90 Jahren in Berlin. Seine Grabstätte befindet sich auf dem Französischen Friedhof. 

## Filmographie
- 1961: Mord an Rathenau (TV) – Regie: Max Jaap
- 1962: Geboren unter schwarzen Himmeln (TV, 5 Teile) – Regie: Achim Hübner
- 1965/66: Dr. Schlüter (TV, 5 Teile) – Regie: Achim Hübner
- 1966: Hannes Trostberg (TV) – Regie: Peter Hagen
- 1970: Ich – Axel Cäsar Springer (TV, 5 Teile) – Regie: Helmut Krätzig, Ingrid Sander, Achim Hübner
- 1970: Der Mörder sitzt im Wembley-Stadion (TV) – Regie: Gerhard Respondek
- 1970: Unterwegs zu Lenin (На пути к Ленину) – Regie: Günter Reisch
- 1971: Karriere – Regie: Heiner Carow
- 1971: Männer ohne Bart – Regie: Rainer Simon
- 1971: Tod in der Kurve (TV) – Regie: Gerhard Respondek
- 1972: Trotz alledem! – Regie: Günter Reisch
- 1972: Leichensache Zernik – Regie: Helmut Nitzschke
- 1972: Jule – Julia – Juliane (TV) – Regie: Ulrich Thein
- 1972: Der Adjutant (TV) – Regie: Peter Deutsch
- 1973: Das zweite Leben des Friedrich Wilhelm Georg Platow – Regie: Siegfried Kühn
- 1974: Wolz – Leben und Verklärung eines deutschen Anarchisten – Regie: Günter Reisch
- 1975: Broddi (TV, 3 Teile) – Regie: Ulrich Thein
- 1976: Sein letzter Fall (TV, 2 Teile) – Regie: Kurt Veth
- 1977: Cyankali (TV-Studioaufzeichnung) – Regie: Jurij Kramer
- 1977: Goldene Zeiten – feine Leute (TV) – Regie: Kurt Veth
- 1978: Clavigo (TV-Studioaufzeichnung) – Regie: Gerd Keil
- 1978: Der zweite Mann (TV) – Regie: Martin Eckermann
- 1979: Die Rache des Kapitäns Mitchell (TV) – Regie: Christa Mühl
- 1981: Verflucht und geliebt (Fernsehen, 5 Teile) – Regie: Martin Eckermann
- 1982: Der Aufenthalt – Regie: Frank Beyer
- 1983: Martin Luther (TV, Fernsehfilm in 5 Teilen) – Regie: Kurt Veth
- 1983: Isabel auf der Treppe – Regie: Hannelore Unterberg
- 1983: Romeo und Julia auf dem Dorfe – Regie: Siegfried Kühn
- 1984: Bockshorn – Regie: Frank Beyer
- 1985: Besuch bei van Gogh – Regie: Horst Seemann
- 1986: Weihnachtsgeschichten (TV) – Regie: Christa Mühl
- 1986: Der Junge mit dem großen schwarzen Hund – Regie: Hannelore Unterberg
- 1986: Das wirkliche Blau (TV) – Regie: Christa Mühl
- 1987: Käthe Kollwitz – Bilder eines Lebens – Regie: Ralf Kirsten
- 1988: Der blaue Boll (Theateraufzeichnung)
- 1990: Über die Grenzen – Regie: Rainer Ackermann
- 1990: Drachensaat (TV) – Regie: Klaus Gendries
- 1990: Schlaraffenland (TV) – Regie: Michael Verhoeven
- 1991: Hüpf, Häschen hüpf (Fernsehfilm)
- 1993: Inge, April und Mai – Regie: Wolfgang Kohlhaase, Gabriele Denecke
- 1993: Wehner – die unerzählte Geschichte (TV) – Regie: Heinrich Breloer
- 1995: Mutters Courage – Regie: Michael Verhoeven
- 1995: Das Versprechen – Regie: Margarethe von Trotta
- 1997: Der Hauptmann von Köpenick (TV) – Regie: Frank Beyer
- 2002: Hundsköpfe – Regie: Karsten Laske
- 2004: Land’s End (TV) – Regie: Alex Ross
- 2004: Saniyes Lust (TV) – Regie: Sülbiye Günar
- 2005: Willenbrock – Regie: Andreas Dresen

## Theater

### Regie
- 1970: Horst Kleineidam: Barfuß nach Langenhanshagen (Deutsches Theater Berlin – Kammerspiele)
- 1976: Alonso Alegría: Die Überquerung des Niagara (Deutsches Theater Berlin – Kammerspiele)

### Schauspieler
- 1961: Pavel Kohout: Die dritte Schwester (Sohn) – Regie: Karl Paryla (Deutsches Theater Berlin – Kammerspiele)
- 1962: Friedrich Schiller: Wilhelm Tell (Melchtal) – Regie: Wolfgang Langhoff (Deutsches Theater Berlin)
- 1967: Rolf Schneider: Prozeß in Nürnberg (Auschwitz-Kommandant Höss) – Regie: Wolfgang Heinz (Deutsches Theater Berlin)
- 1968: Johann Wolfgang von Goethe: Faust. Der Tragödie erster Teil (Valentin) – Regie: Wolfgang Heinz/Adolf Dresen (Deutsches Theater Berlin)
- 1968: Ariano Suassuna: Das Testament eines Hundes (Pater Joao) – Regie: Friedo Solter (Deutsches Theater Berlin)
- 1969: Günther Rücker: Der Herr Schmidt (Gauner Hirsch) – Regie: Friedo Solter (Deutsches Theater Berlin)
- 1969: Günther Rücker: Der Nachbar des Herrn Pansa (Sancho Pansa) – Regie: Friedo Solter (Deutsches Theater Berlin)
- 1970: Isaak Babel: Maria – Regie: Adolf Dresen (Deutsches Theater Berlin – Kammerspiele)
- 1970: Hans Magnus Enzensberger: Das Verhör von Habana (Gregorio Ortega) – Regie: Manfred Wekwerth (Deutsches Theater Berlin)
- 1971: Arnold Wesker: Goldene Städte – Regie: Hans-Georg Simmgen  (Deutsches Theater Berlin)
- 1972: Johann Wolfgang von Goethe: Clavigo (Carlos) – Regie: Adolf Dresen (Deutsches Theater Berlin – Kammerspiele)
- 1977: Heinrich von Kleist: Michael Kohlhaas (Luther) – Regie: Adolf Dresen (Deutsches Theater Berlin)
- 1985: Johannes R. Becher: Winterschlacht (Major von Rundstedt) – Regie: Alexander Lang (Deutsches Theater Berlin)
- 1988: Heiner Müller: Der Lohndrücker (Zemke) – Regie: Heiner Müller (Deutsches Theater Berlin)
- 1992: Klaus Pohl: Karate-Billi kehrt zurück (Stasi-Oberst) – Regie: Alexander Lang (Deutsches Theater Berlin)

## Hörspiele
- 1968: Michail Schatrow: Bolschewiki – Regie: Wolf-Dieter Panse (Hörspiel – Rundfunk der DDR)
- 1968: Emmanuel Roblès: Männerarbeit (Ilha) – Regie: Edgar Kaufmann (Hörspiel – Rundfunk der DDR)
- 1969: Fritz Selbmann: Ein weiter Weg (Doppke) – Regie: Fritz-Ernst Fechner (Hörspiel (8 Teile) – Rundfunk der DDR)
- 1969: Friedrich Schiller: Die Verschwörung des Fiesco zu Genua (Calcagno) – Regie: Peter Groeger (Hörspiel – Rundfunk der DDR)
- 1969: Wolfgang Graetz/Joachim Seyppel: Was ist ein Weihbischof? Oder Antworten zur Akte Defregger – Regie: Edgar Kaufmann (Hörspiel – Rundfunk der DDR)
- 1969: Eduard Claudius: Vom schweren Anfang (Hans Garbe) – Regie: Horst Liepach (Kinderhörspiel – Rundfunk der DDR)
- 1970: Sophokles: Die Antigone des Sophokles (Wächter) – Regie: Martin Flörchinger (Hörspiel – Rundfunk der DDR)
- 1970: Jerzy Janicki: Die Ballade vom Fischer Antonin Karpfen (Hauptmann) – Regie: Wojciech Maciejewski (Hörspiel – Rundfunk der DDR)
- 1970: Michail Schatrow: Der sechste Juli (Danischewski) – Regie: Helmut Hellstorff (Hörspiel – Rundfunk der DDR)
- 1970: Samuil Aljoschin: Der Diplomat (Sergej Sergejewitsch Maximow) – Regie: Hannelore Solter (Hörspiel – Rundfunk der DDR)
- 1971: Hans-Jörg Dost: Passio Camilo – Regie: Barbara Plensat/Detlef Kurzweg (Hörspiel – Rundfunk der DDR)
- 1972: Karl Hermann Roehricht: Private Galerie (Karlchen) – Mitautor und Regie: Günther Rücker (Hörspiel – Rundfunk der DDR)
- 1972: Jan Klima: Der Tod liebt die Poesie (Hauptmann Filip) – Regie: Werner Grunow (Kriminalhörspiel – Rundfunk der DDR)
- 1972: Samuil Marschak: Das Tierhäuschen (Erzähler) – Wortregie: Jürgen Schmidt (Kinderhörspiel – Litera)
- 1973: Honoré de Balzac: Der Ehevertrag – Regie: Horst Liepach (Hörspiel (3 Teile) – Rundfunk der DDR)
- 1973: Johann Wolfgang von Goethe: Geschichte des Götz von Berlichingen mit der eisernen Hand (Metzke) – Regie: Werner Grunow (Hörspiel – Rundfunk der DDR)
- 1973: Otto Marquardt: Chile im September (Ugarte) – Regie: Horst Liepach
- 1973: Lia Pirskawetz: Spinnen-Palaver (Schakal) – Regie: Barbara Plensat (Hörspiel – Rundfunk der DDR)
- 1974: Joachim Walther: Randbewohner – Regie: Werner Grunow (Hörspiel – Rundfunk der DDR)
- 1974: Brüder Grimm: Die kluge Bauerntochter (Erzähler) – Regie: Dieter Scharfenberg (Kinderhörspiel – Litera)
- 1975: Linda Teßmer: Der Fall Tina Bergemann (Schöne) – Regie: Hannelore Solter (Hörspiel – Rundfunk der DDR)
- 1976: Heinrich von Kleist: Michael Kohlhaas (Michael Kohlhaas) – Regie: Hans-Dieter Meves (Hörspiel – Rundfunk der DDR)
- 1976: Wolfgang Kohlhaase: Die Grünstein-Variante (Grieche) – Regie: Günther Rücker (Hörspiel – Rundfunk der DDR)
- 1976: Heinrich von Kleist: Prinz Friedrich von Homburg (Homburg) – Regie: Joachim Staritz (Hörspiel – Rundfunk der DDR)
- 1978: Isaak Babel: Maria (Wiskowski) – Regie: Joachim Staritz (Hörspiel – Rundfunk der DDR)
- 1981: Günter Eich: Träume – Regie: Peter Groeger (Hörspiel – Rundfunk der DDR)
- 1981: László Hárs: Ich war einmal ... oder: Die Zimmerreiseabenteuer des Helden Buci (Onkel Bruno) – Regie: Albrecht Surkau (Kinderhörspiel – Litera)
- 1984: Annelies Schulz: Schiewas Rache oder Die Geschenke der Götter (Schiwa) – Regie: Norbert Speer (Kinderhörspiel – Rundfunk der DDR)
- 1985: Franz Fühmann: Das blaue Licht (König) – Regie: Barbara Plensat (Fantasy, Märchen für Erwachsene – Rundfunk der DDR)
- 1986: Walter Jens nach Euripides: Der Untergang (Menelaos) – Regie: Barbara Plensat (Hörspiel nach der Tragödie: Die Troerinnen – Rundfunk der DDR)
- 1987: Fred Rodrian: Weihnachtsgeschichten (Erzähler) – Regie: Karin Lorenz (Kinderhörspiel – Litera)
- 1988: Pjotr Jerschow: Gorbunok, das Wunderpferdchen (Erzähler) – Regie: Norbert Speer (Kinderhörspiel – Rundfunk der DDR)
- 1990: Dylan Thomas: Unter dem Milchwald (Erste Stimme) – Regie: Fritz Göhler (Original-Hörspiel – Rundfunk der DDR)
- 1991: Gerhard Zwerenz: Des Meisters Schüler – Regie: Hans Gerd Krogmann (Hörspiel – Sachsen Radio)
- 1997: Jost Nickel: Herr König stirbt (Kommissar Isermeyer) – Regie: Albrecht Surkau (Kriminalhörspiel – DLR)
- 2003: Dylan Thomas: Unter dem Milchwald (Orgel Morgan) – Regie: Götz Fritsch (Hörspiel – MDR)
- 2006: Tom Peuckert: Der fünf Minuten Klassiker – Regie: Beate Rosch (Kurzhörspiel (Teil 2 und 9) – RBB)